# Hicham Ziouti
Hicham Ziouti (* 17. Dezember 1985 in Gisors) ist ein französischer Boxer.

## Werdegang
Hicham Ziouti begann als Jugendlicher mit dem Boxen. Er startet für den Boxclub Chaumont BA und wird von seinem Vater Brahim Ziouti trainiert. Bei einer Größe von 1,81 Metern boxt er im Federgewicht, der Gewichtsklasse bis 57 kg Körpergewicht. Wegen dieser für seine Gewichtsklasse ungewöhnlichen Größe erwächst für ihn ein Reichweitenvorteil, den er zu nutzen weiß. Er ist Student.
Seine internationale Laufbahn als Amateur-Boxer begann im Jahre 2004 bei der Studenten-Weltmeisterschaft in Antalya. Er erreichte dort im Bantamgewicht gleich einen hervorragenden 3. Platz.
Im Jahre 2005 wurde er französischer Vizemeister im Bantamgewicht nach einer Punktniederlage im Endkampf gegen Ali Hallab. Auch 2006 verlor er bei der französischen Meisterschaft gegen den gleichen Boxer. Ab 2007 startete er im Federgewicht. Er musste sich aber bei der französischen Meisterschaft dieses Jahres und auch bei der des Jahres 2008 jeweils Khedafi Djelkhir geschlagen geben, so dass er also von 2005 bis 2008 viermal in Folge französischer Vizemeister wurde. Im Jahre 2009 gelang ihm dann endlich der erste Titelgewinn. Im Endkampf des Federgewichts besiegte er Amine Boumerdaci nach Punkten.
Bei internationalen Meisterschaften konnte er zunächst nicht starten, da ihm in Frankreich Ali Hallab bzw. Khedafi Djelkhir bei den wichtigen Meisterschaften vorgezogen wurden. Er belegte aber bei den Spielen der Frankophonie 2005 in Niamey im Federgewicht nach einer Punktniederlage im Finale gegen Hamit Ait Bighrad aus Marokko einen guten 2. Platz.
2006 wurde er in Pécs sogar Meister der Europäischen Union im Federgewicht mit Siegen über Yakup Kilic, Türkei, Alexei Schaidulin, Bulgarien und Theodorus Papazow, Griechenland.
2008 belegte Hicham Ziouti bei der EU-Meisterschaft in Cetniewo/Polen nach einem Sieg über Sandro Schaer aus Deutschland und einer Niederlage gegen David Oliver Joyce aus Irland den 3. Platz. Bei den nach den Olympischen Spielen 2008 in Peking, bei denen für Frankreich im Federgewicht Khedafi Djelkhir an den Start ging, in Liverpool ausgetragenen Europameisterschaften kam er im Federgewicht nach Siegen über Craig Evans aus Wales, Kiril Relich aus Belarus und Kerem Gürgen, Türkei, und einer Niederlage im Halbfinale gegen Wassyl Lomatschenko aus der Ukraine auf den 3. Platz und gewann damit eine EM-Bronzemedaille.
Im Jahre 2009 besiegte Hicham Ziouti beim "Bocskai"-Turnier in Debrecen u. a. den starken Kubaner Yankiel León Alarcon und unterlag erst im Finale gegen Olympiasieger Sergei Wodopjanow aus Russland. In drei Länderkämpfen gegen Kuba im Mai 2009 blieb er ungeschlagen und besiegte einmal Yankiel León Alarcon und zweimal Ivan Onate. Enttäuschend verliefen für ihn aber die Mittelmeer-Spiele in Pescara, denn dort verlor er in seinem Achtelfinalkampf gegen Mohamed Ramadan Aliona aus Ägypten und kam so nur auf den 9. Platz.

## Internationale Erfolge
| Jahr | Platz | Wettbewerb                                  | Gewichtsklasse | |
| 2004 | 3.    | Welt-Universitäten-Meisterschaft in Antalya | Bantam         | hinter Ibrahim Aydogan, Türkei u. Aziz Ulugow, Usbekistan, gemeinsam mit Park Hyeon-cheol, Südkorea                                                            |
| 2005 | 2.    | Spiele der Frankophonie in Niamey           | Bantam         | mit Siegen über Daniel Enache, Rumänien u. Eric Anaba, Kamerun u. einer Niederlage gegen Hamid Ait Bighrad, Marokko                                            |
| 2006 | 3.    | "Feliks-Stamm"-Turnier in Warschau          | Feder          | nach Sieg über Lasana Touray, Gambia u. Niederlage gegen Andrzej Liczik, Polen                                                                                 |
| 2006 | 1.    | Box-Am-Turnier in Lanzarote                 | Feder          | mit Siegen über Jason Hastie, Schottland, Alessio Di Savino, Italien u. Afanassi Poskatschin, Russland                                                         |
| 2006 | 5.    | Bee-Gee-Turnier in Helsinki                 | Feder          | nach Punktniederlage (16:20) gegen Yang Bo, China |
| 2006 | 1.    | Meisterschaft der EU in Pécs                | Feder          | mit Siegen über Yakup Kilic, Türkei, Alexei Schaidulin, Bulgarien u. Theodorus Papazow, Griechenland                                                           |
| 2006 | 2.    | Sechs-Nationen-Cup in Porto Torres/Italien  | Feder          | nach Sieg über Alesso Di Savino u. Niederlage gegen Luis Del Valle, USA                                                                                        |
| 2007 | 2.    | Box-Am-Turnier in Vigo                      | Feder          | mit Siegen über Nuno Teixera, Portugal u. J. Carlos Lopez, Spanien u. einer Punktniederlage gegen Khedafi Djelkhir, Frankreich                                 |
| 2007 | 9.    | Vorolympisches Turnier in Peking            | Feder          | nach Niederlage gegen Raynell Williams, USA |
| 2008 | 1.    | "Bocskai"-Turnier in Debrecen               | Feder          | mit Siegen über Zsolt Hodosi u. Miklos Rath, bde. Ungarn u. Ali Hallab, Frankreich (kampflos)                                                                  |
| 2008 | 3.    | Meisterschaft der EU in Cetniewo/Polen      | Feder          | mit Sieg über Sandro Schaer, Deutschland u. Niederlage gegen David Oliver Joyce, Irland                                                                        |
| 2008 | 3.    | "Tammer"-Turnier in Helsinki                | Feder          | nach Niederlage gegen Craig Evans, Wales |
| 2008 | 3.    | EM in Liverpool                             | Feder          | mit Siegen über Craig Evans, Kiril Relich, Belarus u. Kerem Gürgen, Türkei u. einer Niederlage gegen Wassyl Lomatschenko, Ukraine (1:2 Treffer)                |
| 2009 | 2.    | "Bocskai"-Turnier in Debrecen               | Feder          | nach Siegen über Yankiel León Alarcon, Kuba, Bariadi Javhklan, Mongolei u. Michael Chudecki, Polen u. einer Niederlage gegen Sergei Wodopjanow, Russland (2:9) |
| 2009 | 9.    | Mittelmeer-Spiele in Pescara                | Feder          | nach Punktniederlage (2:4) im Achtelfinale gegen Mohamed Ramadan Aliona, Ägypten                                                                               |

Anm.: EM = Europameisterschaft, EU = Europäische Union, Bantamgewicht, bis 54 kg, Federgewicht bis 57 kg Körpergewicht

## Französische Meisterschaften
| Jahr | Platz | Gewichtsklasse | Ergebnis                               |
| 2005 | 2.    | Bantam         | Punktniederlage gegen Ali Hallab       |
| 2006 | 2.    | Bantam         | Abbruchniederlage gegen Ali Hallab     |
| 2007 | 2.    | Feder          | Punktniederlage gegen Khedafi Djelkhir |
| 2008 | 2.    | Feder          | Punktniederlage gegen Khedafi Djelkhir |
| 2009 | 1.    | Feder          | Punktsieg über Amine Boumerdaci        |

## Länderkämpfe
| Jahr | Ort              | Begegnung                 | Gewichtsklasse | Ergebnis                              |
| 2005 | Boumerdes        | Algerien gegen Frankreich | Bantam         | Punktniederlage gegen Mbarek Soltani  |
| 2006 | Saint-Maur       | Frankreich gegen Kuba     | Feder          | Punktsieger über Reimi Castellano     |
| 2006 | Campbon          | Frankreich gegen Kuba     | Feder          | Punktsieger über Yordanis Frometa     |
| 2006 | Straßburg        | Frankreich gegen Kuba     | Feder          | Punktsieger über Reimi Castellano     |
| 2006 | Laon             | Frankreich gegen Rumänien | Feder          | Punktniederlage gegen Paul Turcita    |
| 2007 | Amiens           | Frankreich gegen Kuba     | Feder          | Punktniederlage gegen Idel Torriente  |
| 2009 | La Teste-de-Buch | Frankreich gegen Kuba     | Feder          | Punktsieger über Yankiel Leon Alarcon |
| 2009 | Paris            | Frankreich gegen Kuba     | Feder          | Punktsieger über Ivan Onate           |
| 2009 | Levallois        | Frankreich gegen Kuba     | Feder          | Punktsieger über Ivan Onate           |